# Chủ nghĩa bảo thủ xã hội
Chủ nghĩa bảo thủ xã hội là niềm tin rằng xã hội được xây dựng dựa trên một mạng lưới các mối quan hệ mong manh cần được duy trì thông qua nghĩa vụ, các giá trị truyền thống và các thể chế được thiết lập. Điều này có thể bao gồm các vấn đề đạo đức. Chủ nghĩa bảo thủ xã hội thường hoài nghi về sự thay đổi xã hội và tin tưởng vào việc duy trì hiện trạng liên quan đến các vấn đề xã hội như cuộc sống gia đình, quan hệ mang tính tình dục và chủ nghĩa yêu nước.
Chủ nghĩa bảo thủ xã hội bao gồm một loạt những gì có thể được coi là thái độ phản động về các vấn đề xã hội. Nó phát triển như một phản ứng đối với những gì được coi là khuynh hướng nguy hiểm trong các phong trào tự do đối với chủ nghĩa cấp tiến chính trị và từ chối "giá trị truyền thống". Ở Bắc Mỹ, từ giữa đến cuối thế kỷ 20, chủ nghĩa bảo thủ xã hội nảy sinh như một phản ứng đối với hành động của liên bang đối với các vấn đề xã hội, như quyền dân sự, bãi bỏ án tử hình, quyền LGBT và phá thai mà các thành viên của nó coi là mối đe dọa bảo thủ các giá trị và trật tự xã hội. Những người theo chủ nghĩa bảo thủ xã hội cũng coi trọng ảnh hưởng của tôn giáo trong phạm vi công cộng, do đó ủng hộ các Giáo hội nhà nước hoặc chủ nghĩa lưu trú, trong khi chống lại chủ nghĩa thế tục và chủ nghĩa vô thần nhà nước.

## Sách tham khảo
- Heywood, Andrew (2017). Political Ideologies: An Introduction. Palgrave Macmillan. ISBN 1-137-60604-5.